# حافظ سعيد خان
حافظ سعيد خان (1972 – 26 يوليو 2016) أمير ولاية خراسان التابعة لتنظيم الدولة الإسلامية في أفغانستان.

## أنباء عن مقتله
في يوم 13 أغسطس 2016 إعتقدت الولايات المتحدة أن حافظ قد قُتل في غارة شنتها طائرة بدون طيار الشهر الماضي.